# Barbra Streisand (singolo)
Barbra Streisand è un brano musicale nu-disco e novelty della coppia di DJ canadese e statunitense Duck Sauce, distribuito nel Regno Unito il 10 ottobre 2010 per il mercato digitale legale e il 17 ottobre 2010 su disco fisico.
Ha riscosso un buon successo in tutto il mondo, diventando un tormentone e conquistando il primo posto in Austria, Svizzera, Belgio (Fiandre e Vallonia), Paesi Bassi, Norvegia, Repubblica Ceca e Scozia, e comparendo tra le prime dieci posizioni in Australia, Regno Unito, Francia, Italia, Irlanda e Germania.

## Descrizione
Chiaro omaggio all'omonima cantante statunitense, Barbra Streisand, il brano si sviluppa sulla campionatura di Gotta Go Home del gruppo tedesco-caraibico Boney M., a sua volta cover del brano del 1973 Hallo Bimmelbahn dei Nighttrain, anch'essi tedeschi. La melodia principale è stata scritta da Heinz Huth, cantante e chitarrista di quest'ultimo gruppo. Il disegno che copre la copertina del singolo Barbra Streisand è ispirato alla foto dell'album Guilty della Streisand, ma ritrae ironicamente due paperi abbracciati.

## Utilizzo
Nel 2011 la canzone Barbra Streisand viene riprodotta come sigla dello show televisivo statunitense How to Make It in America dell'emittente televisiva HBO. In questa nuova versione il titolo viene cambiato in Luis Guzmán ed il video ritrae l'omonimo attore accompagnato anche da alcuni personaggi famosi tra i quali il DJ A-Trak (già presente anche nel video della canzone originale) e Justin Bieber.

## Tracce
- CD singolo (Regno Unito)[14]

1. Barbra Streisand (UK Radio Edit) – 2:21
2. Barbra Streisand (Extended Mix) – 4:54
3. Barbra Streisand (Afrojack Ducky Mix) – 5:09
4. Barbra Streisand (Afrojack Meaty Mix) – 5:08

- Download digitale (Regno Unito)[15]

1. Barbra Streisand (UK Radio Edit) – 2:21
2. Barbra Streisand (Original Mix) – 5:00
3. Barbra Streisand (Afrojack Ducky Mix) – 5:09
4. Barbra Streisand (Afrojack Meaty Mix) – 5:08
5. You're Nasty (Vocal Mix) – 5:03

- Download digitale[16] / Dutch Digital download[17]

1. Barbra Streisand (Radio Edit) – 3:14
2. Barbra Streisand – 5:00

## Classifiche
| Classifica (2010)   | Posizione massima |
| ------------------- | ----------------- |
| Australia           | 9                 |
| Austria             | 1                 |
| Belgio (Fiandre)    | 1                 |
| Belgio (Vallonia)   | 1                 |
| Canada              | 52                |
| Danimarca           | 2                 |
| Europa              | 2                 |
| Finlandia           | 1                 |
| Francia (Digitale)  | 3                 |
| Francia             | 3                 |
| Germania            | 3                 |
| Irlanda             | 2                 |
| Italia              | 4                 |
| Lussemburgo         | 1                 |
| Norvegia            | 1                 |
| Nuova Zelanda       | 11                |
| Paesi Bassi         | 1                 |
| Polonia             | 1                 |
| Regno Unito         | 3                 |
| Repubblica Ceca     | 1                 |
| Slovacchia          | 8                 |
| Spagna              | 6                 |
| Stati Uniti (Dance) | 1                 |
| Svezia              | 9                 |
| Svizzera            | 1                 |
| Ungheria            | 33                |